# Gagea granatellii
Gagée de Granatelli
Espèce
Statut de conservation UICN

 LC  : Préoccupation mineure
Gagea granatellii (en français la Gagée de Granatelli) est une espèce de plantes à bulbe du genre des gagées et de la famille des Liliacées.

## Taxonomie
L'espèce est décrite en 1839 par le botaniste italien Filippo Parlatore sous le nom Ornithogalum granatellii, puis déplacée par lui-même dans le genre Gagea en 1845.

### Synonymes
Basionyme
- Ornithogalum granatellii Parl., Diar. l 'Occhio 11: 85 (1839).

Homotypique
- Gagea arvensis subsp. granatellii (Parl.) K.Richt., Pl. Eur. 1: 197 (1890).
- Stellaster granatellii (Parl.) Kuntze, Revis. Gen. Pl. 2: 715 (1891).
- Gagea arvensis var. granatellii (Parl.) Sacc., Cron. Fl. Ital.: 47 (1909).

Hétérotypique
- Gagea chabertii var. foliosa A.Terracc., Boll. Soc. Orto Palermo, ser. 2, 3: 33 (1904).
- Gagea granatellii var. angustifolia A.Terracc., Bull. Herb. Boissier, sér. 2, 6: 106 (1906).
- Gagea granatellii var. pumila A.Terracc., Bull. Herb. Boissier, sér. 2, 6: 107 (1906).

### Taxons inférieurs
L'espèce comprend plusieurs sous-espèces et variétés.
Sous-espèces
- Gagea granatellii subsp. chabertii
- Gagea granatellii subsp. maroccana

Variétés
- Gagea granatellii var. angustifolia
- Gagea granatellii var. bulbillifera
- Gagea granatellii var. intermedia
- Gagea granatellii var. pumila

## Distribution et habitat
Gagea granatellii est présente dans le Sud de l'Europe (en France, dans les Pyrénées-Orientales, l'Aude, l'Hérault et la Corse, en Italie dans le sud du pays et en Sardaigne et en Sicile) et en Afrique du Nord (nord-est de l'Algérie et nord-ouest de la Tunisie).

## Protection
Gagea granatellii est évaluée Espèce de préoccupation mineure (LC) sur la Liste rouge de la flore vasculaire de France métropolitaine de 2019.